# Sebastian Schönberger
Sebastian Schönberger (* 14. května 1994) je rakouský profesionální silniční cyklista jezdící za UCI ProTeam Human Powered Health.

## Hlavní výsledky
2014
Národní šampionát
3. místo silniční závod do 23 let
2016
Oberösterreich Rundfahrt
 vítěz vrchařské soutěže
East Bohemia Tour
8. místo celkově
2018
Czech Cycling Tour
5. místo celkově
2019
Tour of Albania
3. místo celkově
 vítěz vrchařské soutěže
Národní šampionát
4. místo silniční závod
2020
Národní šampionát
5. místo silniční závod
2021
3. místo Tour de Vendée
Tour de Savoie Mont-Blanc
6. místo celkově
6. místo Boucles de l'Aulne
2022
6. místo Boucles de l'Aulne
2023
Tour de Hongrie
 vítěz vrchařské soutěže
O Gran Camiño
 vítěz bodovací soutěže

### Výsledky na Grand Tours
| Grand Tour      | 2022 |
| --------------- | ---- |
| Giro d'Italia   | —    |
| Tour de France  | 33   |
| Vuelta a España | —    |

| —   | Nezúčastnil se |
| DNF | Nedokončil     |